# Unterselbach (Bergisch Gladbach)
Unterselbach war ein Wohnplatz in der ehemaligen Stadt Bensberg (jetzt Bergisch Gladbach) im Rheinisch-Bergischen Kreis.

## Lage und Beschreibung
Der Ort lag an der Straße Oberselbach (Landesstraße 298) an der Grenze zur Gemeinde Kürten, östlich von Oberselbach.

## Geschichte
Die Siedlung wurde bereits 1392 urkundlich als „Seylbach“ erwähnt. Etymologisch steht das indogermanische „Sel“ für Sumpf und bedeutet eine topographische Lage in einer wasser- und sumpfreichen Landschaft. 1666 gab es laut einer Huldigungsliste einen Hof in Niederselbach. Die Topographia Ducatus Montani des Erich Philipp Ploennies aus dem Jahre 1715, Blatt Amt Porz, belegt, dass der Ort als Seelbach bezeichnet wurde. Der Hof gehörte bis von 1750 bis 1782 der Hohkeppeler Pfarrgemeinde, die ihn dem Pächter von Herrenhöhe verkaufte. Carl Friedrich von Wiebeking benennt die Hofschaft auf seiner Charte des Herzogthums Berg 1789 als Sehlbach. Aus ihr geht hervor, das Unterselbach zu dieser Zeit Teil der Honschaft Herkenrath war.
Unter der französischen Verwaltung zwischen 1806 und 1813 wurde das Amt Porz aufgelöst und Unterselbach wurde politisch der Mairie Bensberg im Kanton Bensberg  im Arrondissement Mülheim am Rhein zugeordnet. 1816 wandelten die Preußen die Mairie zur Bürgermeisterei Bensberg im Kreis Mülheim am Rhein.
Der Ort ist auf der Topographischen Aufnahme der Rheinlande von 1824 als Nieder Selbach und auf der Preußischen Uraufnahme von 1840 als Unter Selbach verzeichnet. Ab der Preußischen Neuaufnahme von 1892 ist er auf Messtischblättern regelmäßig als Unterselbach verzeichnet.
1822 lebten 25 Menschen im als Bauergut kategorisierten und Selbach bezeichneten Ort. 1830 hatte der Ort 36 Einwohner und gehörte zu Herkenrath.  Der 1845 laut der Uebersicht des Regierungs-Bezirks Cöln als Bauergut kategorisierte Ort besaß zu dieser Zeit sieben Wohnhäuser. Zu dieser Zeit lebten 39 Einwohner im Ort, alle katholischen Bekenntnisses. Im Gemeindelexikon für die Provinz Rheinland von 1888 werden zwei Wohnhäuser mit 12 Einwohnern für den Unter Selbach genannten Ort angegeben. 1905 hatte der Ort zwei Wohnhäuser und elf Einwohner und gehörte zur Pfarre Herkenrath.
Der Ort wurde ca. 1956 aufgelassen. Auf der Karte TK 25 von 1971 ist noch ein Wohnhaus eingezeichnet, auf der Karte von 1980 ist der Ort nicht mehr verzeichnet.